# Bardzlino
Bardzlino – osada w Polsce położona na Równinie Białogardzkiej, w województwie zachodniopomorskim, w powiecie koszalińskim, w gminie Świeszyno w dolinie rzeki Radew. Wieś wchodzi w skład sołectwa Niedalino.
W latach 1975–1998 miejscowość administracyjnie należała do województwa koszalińskiego.